# Katholisches Sonntagsblatt (Diözese Rottenburg-Stuttgart)
Das Katholische Sonntagsblatt ist die Wochenzeitung des Bistums Rottenburg-Stuttgart.
Das Katholische Sonntagsblatt ist Nachfolger des 1850 von Florian Rieß gegründeten Sonntagsblatt für das christliche Volk. Eigentümer ist die Schwabenverlag AG, zugehörig zur Unternehmensgruppe Schwabenverlag. Herausgeber ist der Bischof der Diözese Rottenburg-Stuttgart. Sitz des Magazins ist Ostfildern.
Im ersten Quartal des Jahres 2018 hatte die Wochenzeitung eine verkaufte Auflage von 34.535 Exemplaren, davon 34.189 an Abonnenten.